# نوربرت جشتراين

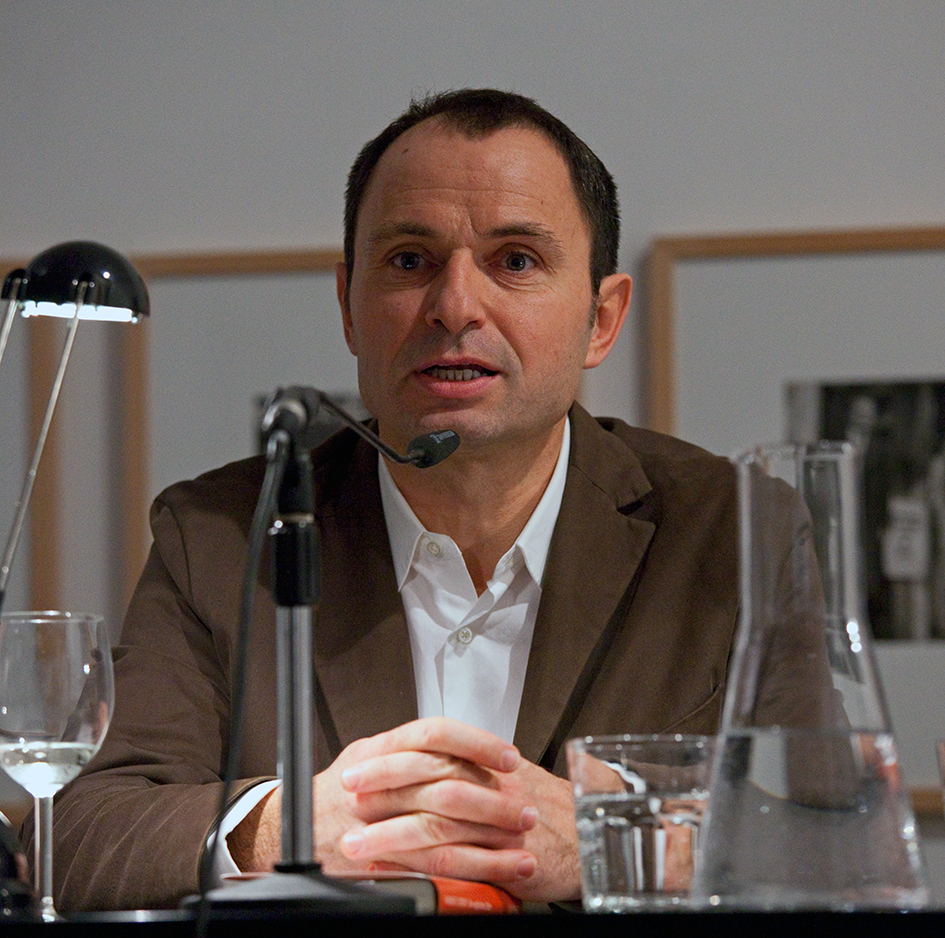
نوربرت جشتراين

نوربرت جشتراين Norbert Gstrein (ولد في 3 يونيو 1961 في ميلس قرب إيمست في تيرول) هو أديب نمساوي.
درس الرياضيات في إنسبروك، وحصل على درجة الدكتوراه في عام 1988 عن رسالة بعنوان «منطق الأسئلة». حقق جشتراين أكبر نجاحاته بروايته الأولى «أحدهم» Einer ورواية «السنوات الإنجليزية» والتي يتناول فيها البحث عن الهوية للكاتب اليهودي جأبريل هيرشفيلدر، والذي لم يكن قد عاد بعد الحرب العالمية الثانية من منفاه في إنجلترا. ويستخدم جشتراين شكل الحوار الداخلي والذكريات لتطوير المشكلة الوجودية لأبطال أعماله.

## جوائز حصل عليها
- جائزة راوريس الأدبية 1989
- جائزة الادب التشجيعية من بريمن 1989
- جائزة إنجيبورج باخمان من ولاية كيرنتن 1989
- جائزة برلين الادبية 1994
- جائزة ألفريد دوبلن 1999
- الجائزة الادبية من مؤسسة كونراد أديناور 2001
- جائزة أوفه يونسون 2003
- جائزة فرانتس نابل 2004

## من أعماله
- أحدهم 1988
- السجل 1992
- المستشار التجاري 1995
- السنوات الإنجليزية 1999
- بورتريه ذاتي مع ميتة 2000
- حرفة القتل 2003
- الشتاء في الجنوب 2008

## روابط خارجية
- نوربرت جشتراين على موقع مونزينجر (الألمانية)